# Sylvia Pankhurst
Estelle Sylvia Pankhurst, född 5 maj 1882 i Manchester, död 27 september 1960 i Addis Abeba i Etiopien, var en känd företrädare för suffragettrörelsen i Storbritannien. Hon grundade tillsammans med sin mor Emmeline Pankhurst och sin syster Christabel Pankhurst en rörelse för rösträtt åt kvinnor (ursprungligen i Storbritannien); Women's Social and Political Union (WSPU). I dagligt tal kom de att kallas suffragetterna.
Till skillnad från sin mor och systern Christabel, såg hon vikten av att samarbeta med arbetarrörelsen och framhärdade i att allmän rösträtt skulle gälla för alla kvinnor oavsett samhällsklass.
En tid var hon en känd vänsterkommunist och senare var hon aktiv mot fascism och för fred. Hon engagerade sig för Etiopien och flyttade senare dit.

## Uppväxt
Sylvia Pankhurst föddes i Manchester som dotter till Richard Pankhurst och Emmeline Pankhurst, medlemmar av Independent Labour Party och engagerade för kvinnors rättigheter. Hon och hennes systrar gick i Manchester High School for Girls. Hennes syster, Christabel, skulle också bli aktivist.
År 1906 började hon arbeta på heltid i Women's Social and Political Union (WSPU) tillsammans med sin syster och sin mor. Till skillnad från dem behöll hon sitt intresse för arbetarrörelsen.
Den 1 oktober 1913 höll hon ett tal för kvinnlig rösträtt i Göteborg.

## Arbete i östra London
År 1914 bröt hon med WSPU, en organisation som leddes av hennes mor och syster, på grund av gruppens stöd för första världskriget. Sylvia Pankhurst bildade East London Federation of Suffragettes (ELFS), som genom åren utvecklades politiskt och ändrade namn i samband med det, först till Women's Suffrage Federation och sedan till Workers' Socialist Federation. Hon grundade WSF:s tidning, Women's Dreadnought, som senare blev Workers Dreadnought. Den organiserade människor mot kriget, och en del av dess medlemmar gömde vapenvägrare från polisen.
Gruppen fortsatte att röra sig åt vänster och antog kortvarigt namnet Communist Party (British Section of the Third  International), fastän den faktiskt inte var den erkända sektionen. CP(BSTI) motsatte sig parlamentarism, till skillnad från det nyligen grundade Communist Party of Great Britain (CPGB). CP(BSTI) upplöste snart sig självt och gick upp i det större officiella Kommunistpartiet. Denna enighet kom att bli kortlivad och när ledningen för CPGB föreslog att Sylvia Pankhurst skulle lämna över Workers Dreadnought till partiet revolterade hon. Som en följd av detta blev hon utesluten från CPGB och bildade det kortlivade Communist Workers Party.
Sylvia Pankhurst var vid denna tid anhängare av vänster- eller rådskommunism. Hon var en viktig person i dåtidens kommuniströrelse och besökte kommunistiska internationalens möten i Ryssland och Amsterdam och även möten med Italienska socialistpartiet. Hon var oenig med Lenin på viktiga punkter i kommunistisk teori och strategi och stödde "vänsterkommunister" såsom Amadeo Bordiga och Anton Pannekoek.

## Partner och son
Pankhurst vände sig mot att ingå äktenskapskontrakt och ta en makes namn. Vid slutet av första världskriget började hon leva med Silvo Corio, en italiensk socialist, och flyttade till Woodford Green där hon bodde i över 30 år. År 1927 födde hon en son, Richard Pankhurst. Eftersom hon vägrade gifta sig med barnets far bröt hennes egen mor, Emmeline Pankhurst, med henne och talade aldrig mer med henne.

## Anhängare av Etiopien
I mitten av 1920-talet gled Pankhurst iväg från kommunistisk politik men förblev involverad i rörelser med anknytning till antifascism och antikolonialism. Hon svarade på Italiens invasion av Etiopien genom att ge ut The New Times and Ethiopia News från 1936, och blev anhängare till Haile Selassie. Hon samlade in pengar till Etiopiens första universitetssjukhus, och skrev mycket om etiopisk konst och kultur. Hennes forskning publicerades som Ethiopia, a Cultural History (London: Lalibela House, 1955).
Från 1936 höll MI5 Pankhursts korrespondens under bevakning. År 1940 skrev hon till Viscount Swinton, som var ordförande i en kommitté som undersökte femtekolonnare, och skickade honom en lista över aktiva fascister som fortfarande var på fri fot och antifascister som hade blivit internerade. En kopia av detta brev i MI5:s akt har en anteckning i Swintons handstil med texten "en högst tvivelaktig informationskälla skulle jag tro"
Efter Etiopiens befrielse efter kriget blev hon en stark anhängare av en union mellan Etiopien och det tidigare Italienska Somaliland. MI5 fortsatte att följa hennes aktiviteter.
Pankhurst blev vän och rådgivare till Etiopiens kejsare Haile Selassie och följde en genomgående antibrittisk hållning. Hon flyttade till Addis Abeba på Haile Selassies inbjudan 1956, med sin son, Richard, och grundade en månatlig tidskrift, Ethiopia Observer, som rapporterade om många aspekter av etiopiskt liv och utveckling.
Sylvia Pankhurst dog 1960, och gavs en full statsbegravning där Haile Selassie kallade henne 'hedersetiopier'. Hon är den enda utlänningen som har begravts framför Heliga treenighetens katedral i Addis Abeba, på området som reserverats för patrioter från kriget mot Italien.